# Rising Sun, Setting Sun
Rising Sun, Setting Sun is het derde studioalbum van de Belgische rockband Mintzkov en werd uitgebracht op 22 februari 2010. Het is de opvolger van het album 360°. Er zijn twee versies verschenen in Frankrijk, waarvan een in een kartonnen cd-hoes. De Franse versies bevat twee extra tracks; Violetta en Andy.
De eerste single van het album is Opening Fire en haalde op 3 maart 2010 de eerste positie in de Afrekening van Studio Brussel. De tweede single heet Author Of The Play. De derde single van dit album werd Finders Keepers.

## Tracklist
Alle teksten zijn geschreven door Philip Bosschaerts met uitzondering van Andy (Catherine Ringer), alle muziek is geschreven door Mintzkov met uitzondering van Andy (Fred Chichin).
| 1.                                           | Rising Sun, Setting Sun | 3:53 |
| 2.                                           | Author Of The Play      | 3:51 |
| 3.                                           | Opening Fire            | 3:22 |
| 4.                                           | The 25th Hour           | 4:48 |
| 5.                                           | Roadbuilding            | 3:58 |
| 6.                                           | Finders Keepers         | 3:44 |
| 7.                                           | The Simple Future       | 3:37 |
| 8.                                           | Safe House              | 2:17 |
| 9.                                           | Coronary Street         | 3:28 |
| 10.                                          | Gemini                  | 5:07 |
| 11.                                          | Violetta                | 4:44 |
| 12.                                          | Andy                    | 3:17 |
| Totale duur: (zonder de Franse tracks) 38:05 |                         |      |

## Credits

### Bezetting
- Philip Bosschaerts (gitaar, keyboard, zang)
- Lies Lorquet (bas, zang)
- Pascal Oorts (keyboard, zang)
- Daan Scheltjens (gitaar, zang)
- Min Chul Van Steenkiste (drums, zang)

### Productie
- Kati Heck (hoesontwerp)
- Jon Gray (geluidstechniek)
- Kurt Marx (vormgeving)
- Uwe Teichert (mastering)
- Jagz Kooner (producent, mix, additionele percussie)